# Daniel Simard
Daniel Simard (29 de marzo de 1977) es un deportista canadiense que compitió en judo. Ganó dos medallas en el Campeonato Panamericano de Judo en los años 2000 y 2003.

## Palmarés internacional
| Campeonato Panamericano | Campeonato Panamericano  | Campeonato Panamericano | Campeonato Panamericano |
| Año                     | Lugar                    | Medalla                 | Categoría               |
| ----------------------- | ------------------------ | ----------------------- | ----------------------- |
| 2000                    | Orlando (Estados Unidos) | Medalla de plata        | –60 kg                  |
| 2003                    | Salvador (Brasil)        | Medalla de bronce       | –60 kg                  |